# Cruise control adattivo

Schema del controllo automatico della velocità. L'auto rossa mantiene automaticamente una distanza di sicurezza dall'auto blu.

Il cruise control adattivo (in italiano traducibile come controllo della velocità di crociera adattivo), noto anche con l'acronimo ACC (dall'inglese Adaptive Cruise Control), è un sistema elettronico di controllo che regola la velocità del veicolo su cui è equipaggiato mantenendo automaticamente una distanza di sicurezza dai veicoli che lo precedono. Il medesimo dispositivo è anche noto come cruise control dinamico.
Il controllo si basa sulle informazioni fornite dai sensori di bordo. Un radar o un rilevatore laser o una telecamera permette al dispositivo di frenare l'automobile nel momento in cui si sta avvicinando ad un altro veicolo che lo precede, per poi accelerare quando il traffico lo permette.
La tecnologia ACC è considerata una componente chiave per le future generazioni di auto intelligenti. Esse influiscono sulla sicurezza e sulla comodità del conducente, oltre che sulla scorrevolezza del traffico, mantenendo una distanza ottimale tra i veicoli e riducendo la probabilità di errore del conducente. I veicoli dotati di cruise control adattivo sono considerati autonomi di livello 1, secondo la classificazione SAE International. Se combinato con un'altra funzione di assistenza al guidatore come il sistema di mantenimento della corsia, permette al veicolo in questione di raggiungere un'autonomia di livello 2.
Il cruise control adattivo non garantisce una completa autonomia: il sistema fornisce solo un ausilio al guidatore, non guida la macchina in modo autonomo.

## Tipologie

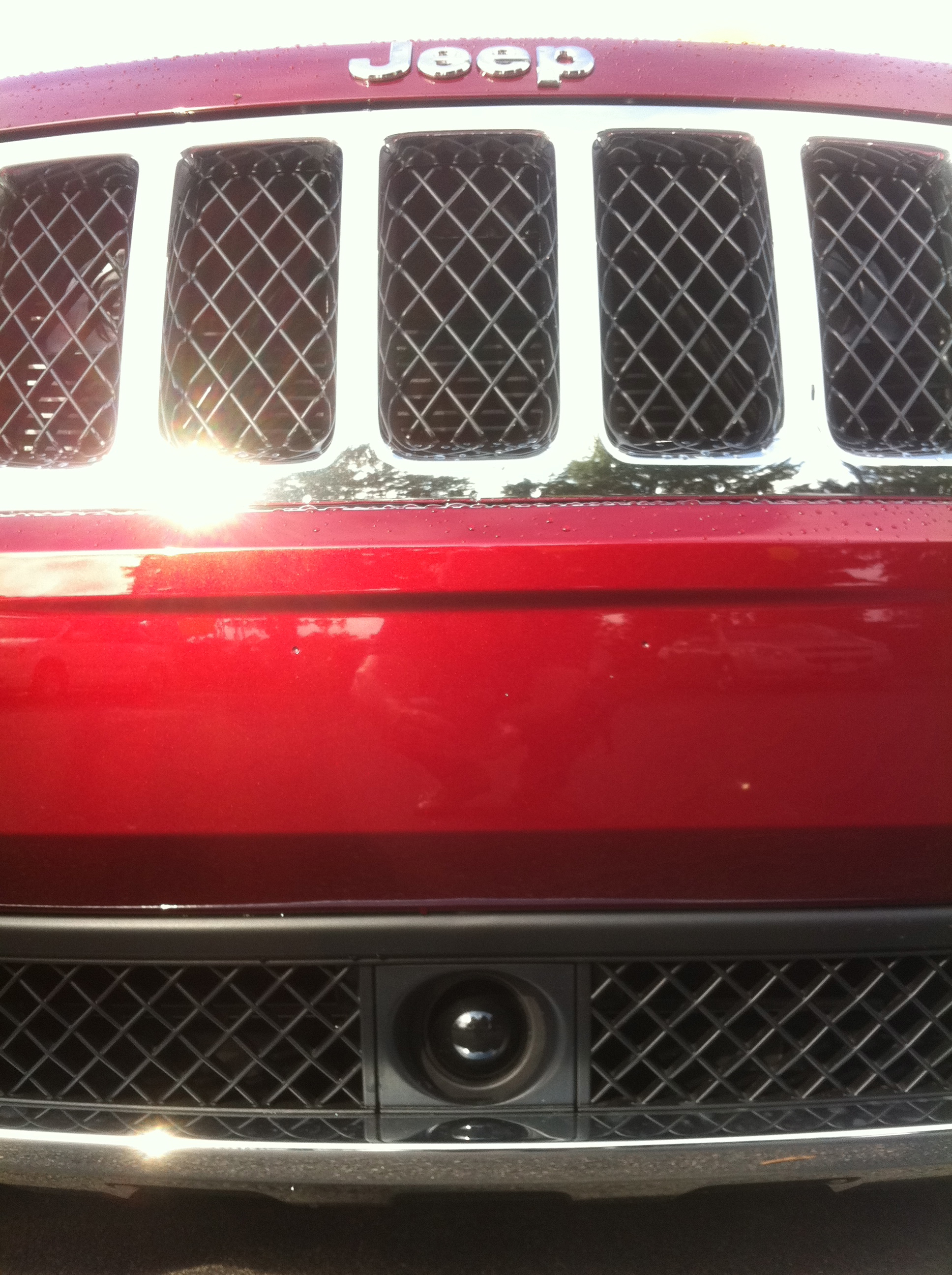
Il radar del cruise control adattivo Jeep situato al centro della griglia inferiore

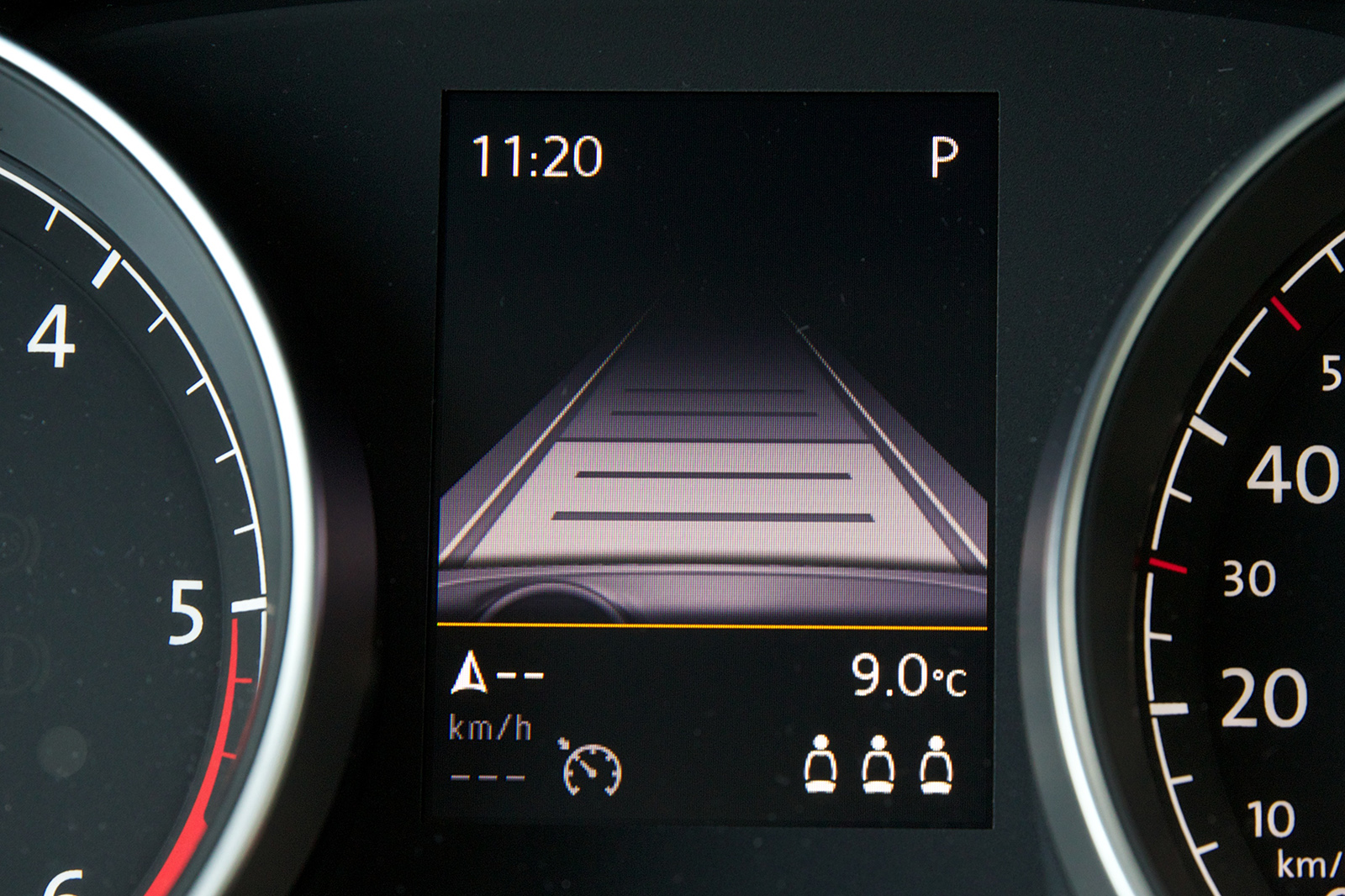
Cruise control autonomo sulla Volkswagen Golf

I sistemi basati sul laser non rilevano e non tracciano i veicoli in condizioni atmosferiche avverse, né tracciano in modo affidabile i veicoli sporchi e quindi non riflettenti. I sensori basati su tecnologia laser devono essere lasciati a vista. Il sensore, una scatola nera di dimensioni abbastanza grandi, si trova tipicamente nella griglia inferiore, sfalsata su un lato.
I sensori basati su un radar possono essere nascosti dietro a protezioni in plastica. A esempio Mercedes Benz posiziona il radar al centro della griglia frontale nascosto da un pannello in plastica stampato e verniciato, in modo da riprodurre l'aspetto del resto della griglia.
I sistemi a singolo radar sono i più comuni, mentre quelli che coinvolgono più di un sensore utilizzano due sensori con lo stesso hardware, come nel caso dell'Audi A8 del 2010 e della Volkswagen Touareg del 2010, o un radar centrale a lungo raggio accoppiato a due radar a corto raggio posizionati agli angoli del veicolo, come per le BMW serie 5 e serie 6.
Uno sviluppo più recente è il sistema di visione binoculare computerizzata, introdotto per la prima volta sul mercato nel 2013 dalla Subaru. Questi sistemi sono dotati di videocamere frontali montate su entrambi i lati dello specchietto retrovisore e utilizzano l'elaborazione digitale per estrarre le misure di profondità dalla parallasse tra le visuali delle due telecamere.

### Sistemi di assistenza
Il cruise control adattivo basato su radar è spesso venduto insieme a un sistema anticollisione, che avverte il conducente e/o aziona automaticamente l'impianto frenante in caso di alto rischio di impatto. Inoltre, in alcune automobili è integrato con un sistema di mantenimento della corsia che permette una sterzata assistita e riduce così il carico dell'intervento sul volante in curva quando il sistema di controllo della velocità è attivato.

### Sistemi multi-sensore
I sistemi con più sensori sono in grado di combinare i dati per ottimizzare le informazioni raccolte e migliorare la sicurezza e l'esperienza di guida. I dati GPS possono informare il sistema di alcuni elementi presenti lungo il percorso, come a esempio uno svincolo autostradale. Il sistema che adotta le telecamere è in grado di rilevare il comportamento di un veicolo attraverso il riconoscimento delle luci di stop o degli indicatori di direzione. Questo può aiutare l'auto retrostante a interpretare il segnale di svolta come una situazione in cui non è richiesta alcuna decelerazione, in quanto l'auto che la precede uscirà dall'autostrada. I sistemi multi-sensore possono anche memorizzare i segnali stradali e non passare col semaforo rosso mentre seguono un veicolo che ha attraversato l'incrocio prima del cambio di segnale.

### Sistemi predittivi
I sistemi predittivi modificano la velocità del veicolo in base alle previsioni del comportamento degli altri veicoli. Tali sistemi possono effettuare regolazioni più rapide e graduali del comportamento previsto, migliorando la sicurezza e il comfort dei passeggeri. Un esempio è quello di prevedere la probabilità che un veicolo in una corsia vicina si muova davanti al veicolo controllato. Il sistema prevede un cambio di corsia fino a cinque secondi prima che avvenga.